# 明戈拉
明戈拉（普什圖語：‎，Mingora）是巴基斯坦西北邊境省斯瓦特縣最大的城市。明戈拉海拔984米。1998年，明戈拉的人口約有175,000人。